# Stora kommissionen
Stora kommissionen kallades den kommission som Karl XI utsåg för granskning av förmyndarregeringen, som styrt Sverige under Karl XI:s omyndiga år.

## Stora kommissionen
Stora kommissionen var ett av de förnämsta verktygen vid de stora räfsterna under Karl XI:s regering. Den var en politisk domstol, som på grund av ständernas anhållan vid 1680 års riksdag tillsattes genom kungabrev av 26 oktober detta år för att granska ämbetsförvaltningen hos de män, som fört styrelsen i Sverige under Karl XI:s omyndiga år. Redan på 1675 års riksdag hade på ständernas begäran och i enlighet med deras förslag en kommission blivit förordnad för att se över förmyndarnas räkenskap för medlens administration i Kungliga M:ts omyndiga år.

## Bristande räkenskaper
Arbetet fördröjdes av räkenskapernas ofullständighet vilket föranledde att det först under senare delen av 1680 blev färdigt. Sedan då på riksdagen förslag väckts, att kommissionens arbete skulle framläggas för ständerna, och därpå dessa anhållit, att kungen ville befordra saken till önskat slut, Då förmyndarregeringen borde få förklara sig, anmodade kungen ständerna att utse domare för att avgöra frågan. 

## Kungen väljer domare till kommissionen
Förslag uppsattes inom varje stånd, varpå kungen dels inom, dels utom förslagen utsåg nio ur varje stånd, tillsammans 36, att utgöra den nya kommissionen. Dess uppdrag blev att granska, vad som ansågs kunna gravera förmyndarna, infordra deras förklaringar och stämma dem inför sig samt efter laga process döma i saken, så att inom tre månader allt kunde vara avgjort.

## Kommissionens styrelse väljs
Ordförande blev Konrad Gyllenstierna; tolv av medlemmarna var jurister. Till offentliga åklagare utsågs först Håkan Fägerstierna och Daniel Tilas, därefter (20 maj 1681) utsågs till deras "assistens" den bekante Jacob Gyllenborg. Denne blev snart den egentlige ledaren inom hela kommissionen. 

## Svårigheter hopar sig
Arbetet mötte till en början åtskilliga svårigheter. Först riktade sig åtalet endast mot de kvarlevande av riksämbetsmännen, änkedrottningen alltså undantagen, men utvidgades på kungens befallning till att gälla rådets övriga medlemmar, och då det gällde ersättningsanspråk, kom rättegången att drabba även arvingarna till regerings- eller rådsherrar. Även frågan om rättegångssättet och om domstolens behörighet vållade svårigheter, vilka i regel löstes först genom kungens ingripande.

## Förmåner, donationer och statshusållningen granskas
Ersättningsanspråken rörde dels förmåner som riksförmyndarna givit sig själva eller rådet, dels donationer till andra, dels slutligen statshushållningen i dess helhet, varvid avvikelser från 1662 års stat ansågs förgripliga. Stora kommissionen själv dömde endast i vilka fall och efter vilka grunder ansvarsskyldigheten skulle tillämpas; uträkningen av ersättningsbeloppen tillhörde däremot den så kallade likvidations-kommissionen. 

## Sju månader från första till sista domen
Sina första domar fällde Stora kommissionen den 14 oktober 1681, sina sista den 27 maj 1682; några dagar därefter (30 maj 1682) upplöstes den, mottog kungens välbehag och erhöll löfte om kungens beskydd mot alla som "ville kommissionen i dess gjorda förrättningar gravera och besvära".

## Fyra miljoner daler silvermynt
Hela den ansvarighetssumma som Sveriges högadel på grund av kommissionens domar tvingades gälda uppgick till ungefär fyra miljoner daler silvermynt—en summa vars storlek framträder då man erfar att inkomstsidan i rikets budget 1696 steg till endast sex till sju miljoner daler silvermynt. Tyngst drabbades riksförmyndarna. Magnus Gabriel De la Gardie graverades under den första och tredje gruppen med ersättningsanspråk på omkring 260 000 daler silvermynt, K. G. Wrangel med omkring 175 000 och så vidare. Mest drabbad bland arvingarna blev riksrådet greve Nils Brahe den yngre, som även måste ansvara för sin farbroder Per Brahe den yngre och sin svärfader Karl Gustaf Wrangel och, trots ackord, fick erlägga närmare 700 000 daler silvermynt.